# Cheilosia nigroaenea
Cheilosia nigroaenea är en tvåvingeart som beskrevs av Enrico Adelelmo Brunetti 1915. Cheilosia nigroaenea ingår i släktet örtblomflugor, och familjen blomflugor. Inga underarter finns listade i Catalogue of Life.